# Matthäus Hipp
Pour les articles homonymes, voir Hipp.
Matthäus Hipp, connu aussi sous le nom de Matthias, est un horloger et électricien germano-suisse, directeur de l'atelier de construction de télégraphes, et directeur technique de l'administration des télégraphes à Berne (1852-1860), puis cofondateur et directeur d'une fabrique de télégraphes et d'appareils électriques, la future Favag, à Neuchâtel. Il est né le 25 octobre 1813 à Blaubeuren (Wurtemberg) et décédé le 3 mai 1893 vers Zurich, à Fluntern.

## Biographie
Fils de Georg Friedrich, meunier, et de Marie Friederike Hauser, Hipp reçoit une formation dans les domaines de la physique, de la chimie et de la mécanique. Après un apprentissage chez un horloger, il travaille pendant trois ans chez le fabricant Stoos, à Ulm. Sur l'exemple du fils de son patron, Matthäus Hipp se rend en Suisse romande. De retour en Allemagne à Reutlingen en 1840, ou il ouvre son propre atelier, il met au point vers 1845 un télégraphe écrivant à bande possédant un mouvement régularisé au moyen d'une lame vibrante ainsi qu'une horloge indépendante fonctionnant à l'électricité.
Matthäus Hipp est nommé en 1852 par le conseil fédéral à la tête de l'atelier de construction des télégraphes et directeur technique de l'administration des télégraphes à Berne. À la suite de sa démission en 1860, il se déplace à Neuchâtel où il fonde la fabrique de télégraphes et d'appareils électriques. Dès son arrivée, il s'engage à la Société des sciences naturelles.
Pionnier de l'horlogerie électrique, il développe, grâce à ses connaissances, des moyens de distribuer l'heure via un réseau télégraphique élargi. En partenariat avec Adolphe Hirsch, premier directeur de l'observatoire cantonal de Neuchâtel, il met notamment en place le réseau de distribution de l'heure du canton en 1863.

Une grande partie de ces travaux porta aussi sur le monde ferroviaire. Notamment la signalétique, avec le Signal à disque réversible, le contrôle de la vitesse, avec le tachygraphe, pour lequel il déposa un brevet en juin 1889.

En 1875, il reçoit le titre de Docteur honoris cause de l'université de Zurich. Pendant les années 1877 à 1881, il perfectionne un échappement électrique de manière à pouvoir l'appliquer aux pendules de hautes précisions. Ses essais vont lui permettre de livre une pendule astronomique à l'observatoire cantonal ainsi qu'à d'autres établissements du même type,. Il fournit également à l'observatoire de Neuchâtel un chronographe enregistreur développé par ses soins.
En 1889, Hipp cède à MM. Peyer, Favarger & Co. la direction de la fabrique de des télégraphes à Neuchâtel puis il se retire à Zurich pour des raisons de santé. Il y décède en 1893.

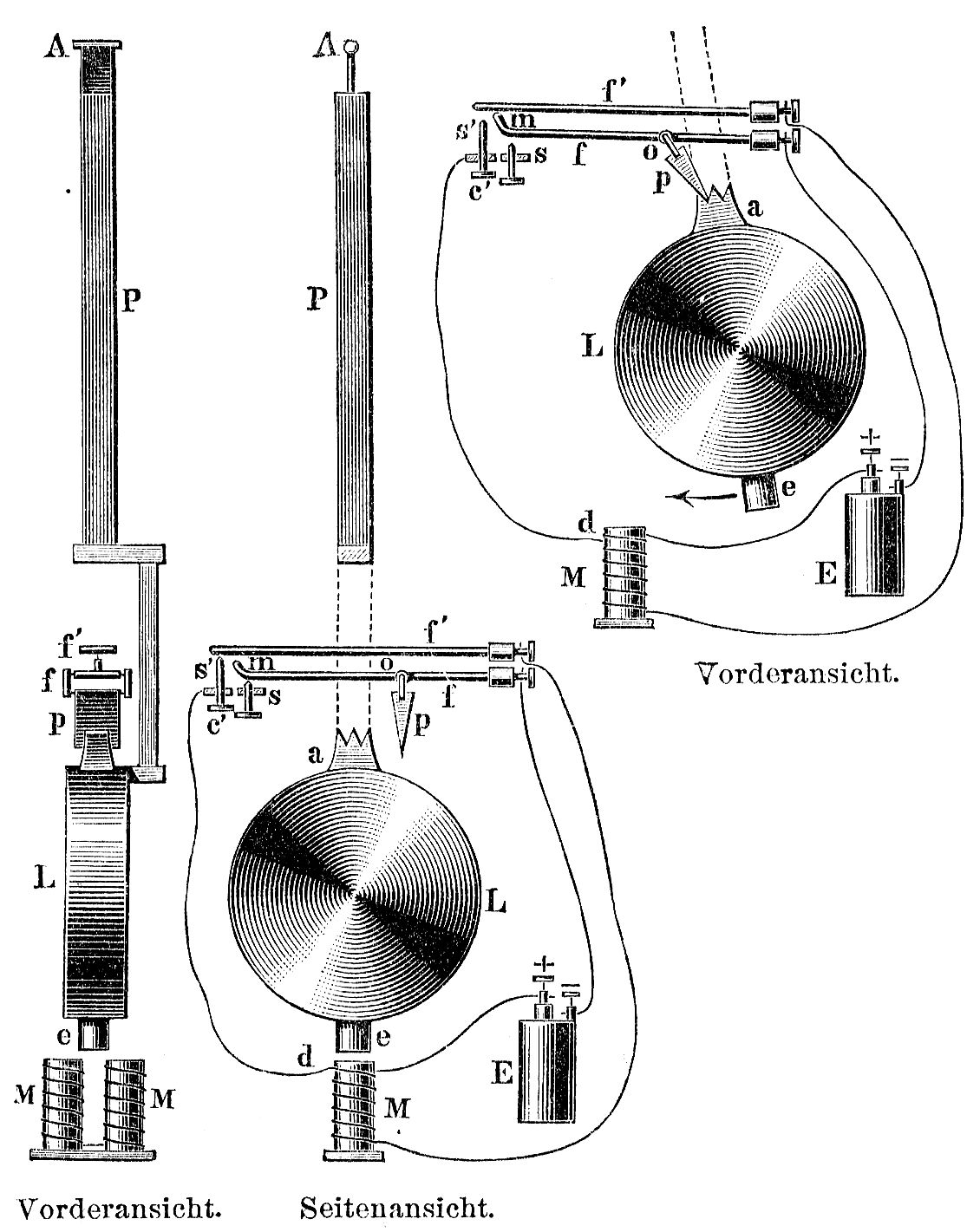
Mécanisme de l'horloge électrique de Hipp.
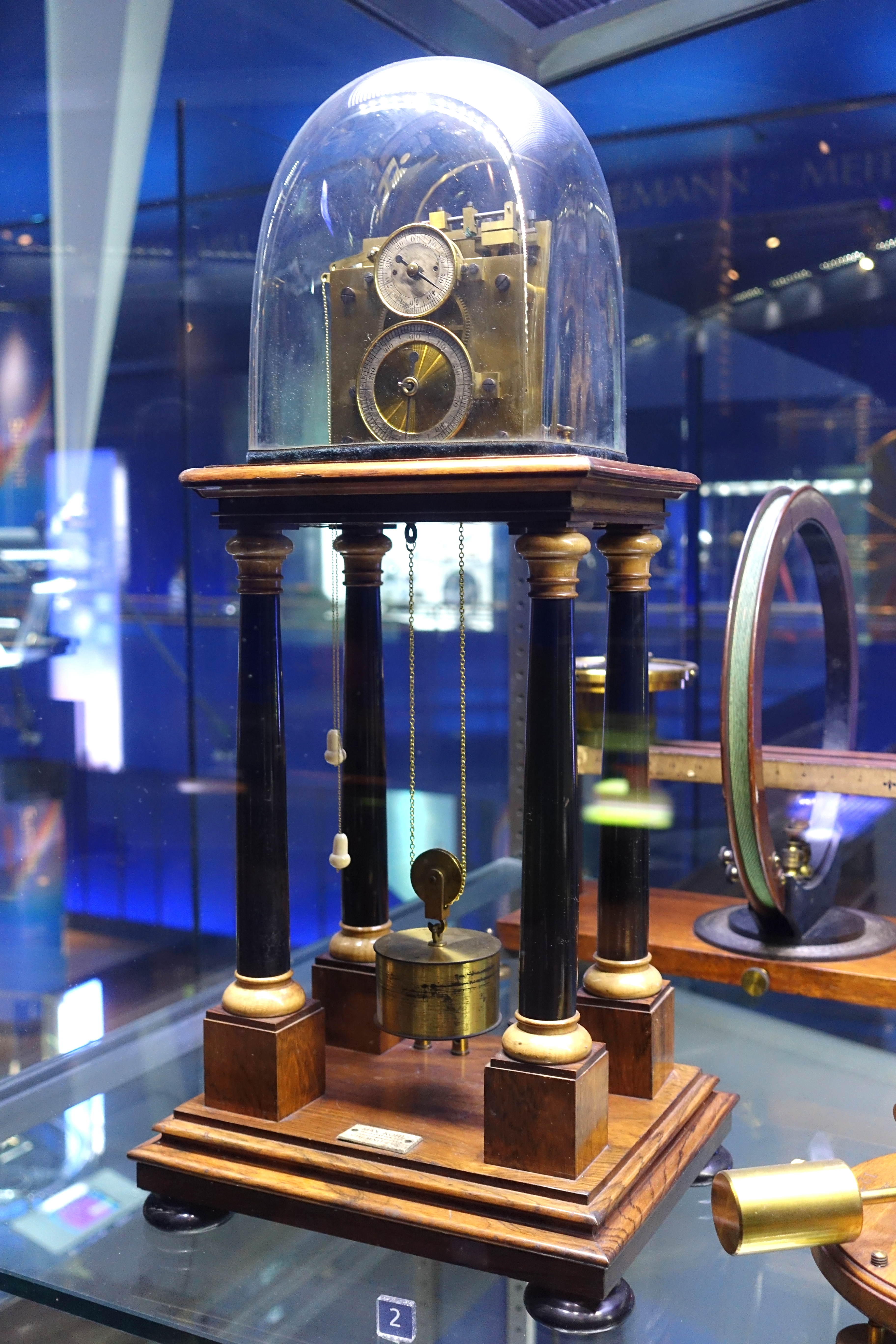
Chronoscope fabriqué par Hipp, vers 1890, Museum of Science and Industry (Chicago).
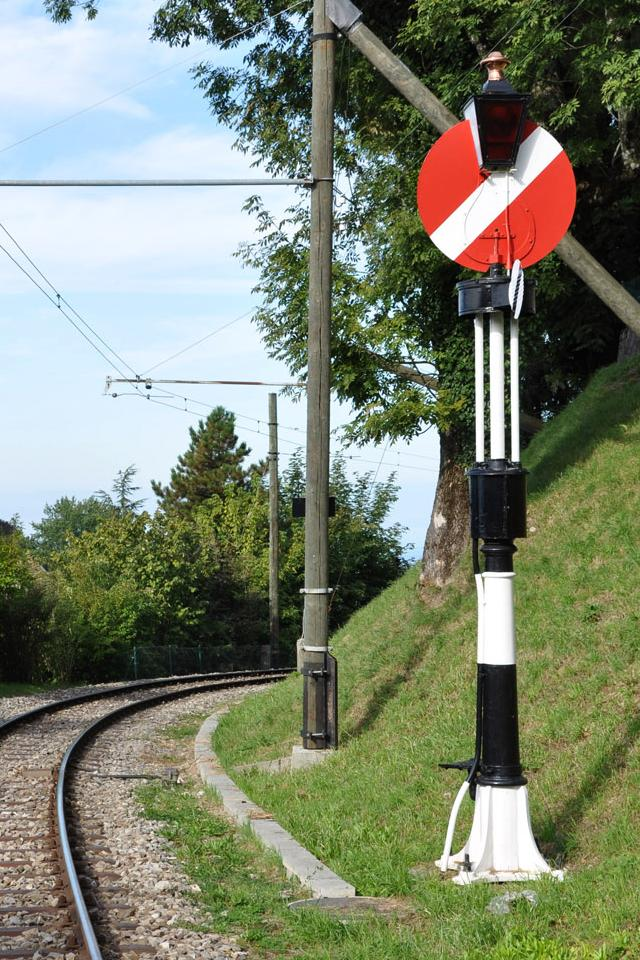
Signal à disque réversible
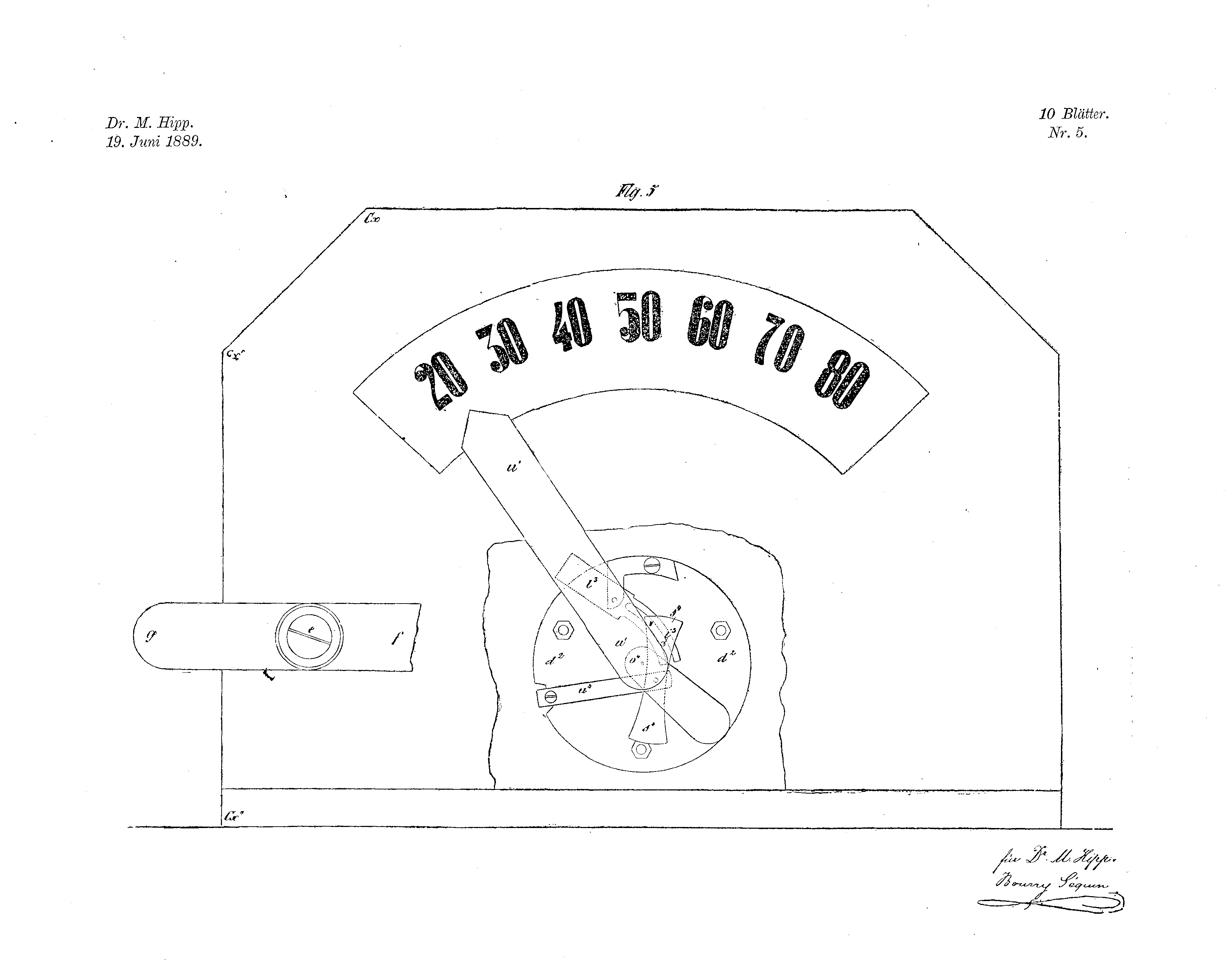
Face avant du tachygraphe Hipp selon son brevet